# Орлат
Орлат (рум. Orlat) — комуна у повіті Сібіу в Румунії. До складу комуни входить єдине село Орлат.
Комуна розташована на відстані 222 км на північний захід від Бухареста, 14 км на захід від Сібіу, 116 км на південь від Клуж-Напоки, 128 км на захід від Брашова.

## Населення
За даними перепису населення 2002 року у комуні проживала 3271 особа.
Національний склад населення комуни:
| Національність | Кількість осіб | Відсоток |
| -------------- | -------------- | -------- |
| румуни         | 3226           | 98,6%    |
| угорці         | 27             | 0,8%     |
| цигани         | 16             | 0,5%     |
| німці          | 2              | 0,1%     |

Рідною мовою назвали:
| Мова      | Кількість осіб | Відсоток |
| --------- | -------------- | -------- |
| румунська | 3245           | 99,2%    |
| угорська  | 23             | 0,7%     |
| німецька  | 2              | 0,1%     |
| російська | 1              | < 0,1%   |

Склад населення комуни за віросповіданням:
| Релігія        | Кількість осіб | Відсоток |
| -------------- | -------------- | -------- |
| православні    | 3243           | 99,1%    |
| реформати      | 9              | 0,3%     |
| греко-католики | 4              | 0,1%     |
| баптисти       | 4              | 0,1%     |
| римо-католики  | 3              | 0,1%     |
| адвентисти     | 3              | 0,1%     |
| унітарії       | 2              | 0,1%     |
| бретрени       | 1              | < 0,1%   |
| атеїсти        | 1              | < 0,1%   |

## Зовнішні посилання
- Дані про комуну Орлат на сайті Ghidul Primăriilor